# Campeonato Mundial de Tiro con Arco en Sala de 1995
El III Campeonato Mundial de Tiro con Arco en Sala se celebró en Birmingham (Reino Unido) entre el 27 de febrero y el 4 de marzo de 1995 bajo la organización de la Federación Internacional de Tiro con Arco (FITA) y la Federación Británica de Tiro con Arco.

## Medallistas

### Masculino
| Evento                    | Oro                                                     | Plata                                               | Bronce                                                          |
| ------------------------- | ------------------------------------------------------- | --------------------------------------------------- | --------------------------------------------------------------- |
| Arco recurvo individual   | Magnus Petersson · Suecia                               | Sébastien Flute Francia                             | Fred van Zutphen · Países Bajos                                 |
| Arco recurvo por equipo   | Butch Johnson Rodney White Edwin Eliason Estados Unidos | Lionel Torres Ludovic Cotry Sébastien Flute Francia | Alessandro Rivolta · Matteo Bisiani · Calogero Sgarito · Italia |
| Arco compuesto individual | Michael Hendrikse Estados Unidos                        | Niels Baldur Dinamarca                              | Dee Wilde Estados Unidos                                        |
| Arco compuesto por equipo | Michael Hendrikse Dee Wilde Reo Wilde Estados Unidos    | Niels Baldur Jakob Bæk Tom Henriksen Dinamarca      | Mario Ruele · Marco Plebani · Pietro Carollo · Italia           |

### Femenino
| Evento                    | Oro                                                            | Plata                                                                        | Bronce                                                         |
| ------------------------- | -------------------------------------------------------------- | ---------------------------------------------------------------------------- | -------------------------------------------------------------- |
| Arco recurvo individual   | Natalia Valeeva Moldavia                                       | Patricia Michel Francia                                                      | Natalia Nasaridze Turquía                                      |
| Arco recurvo por equipo   | Lina Herasymenko · Tatiana Muntian · Nataliya Biluja · Ucrania | Margarita Galinovskaya · Yelena Tutachikova · Nadezhda Badmazirenova · Rusia | Franca Milesi · Paola Fantato · Cristina Ioriatti · Italia     |
| Arco compuesto individual | Glenda Penaz Estados Unidos                                    | Petra Ericsson · Suecia                                                      | Nichola Simpson Reino Unido                                    |
| Arco compuesto por equipo | Glenda Penaz Inga Low Angela Moscarelli Estados Unidos         | Petra Ericsson · Ulrika Sjöwall · Helena Nelson · Suecia                     | Assunta Atorino · Fabiola Palazzini · Carmen Ceriotti · Italia |

## Medallero
| Núm. | País           | Oro | Plata | Bronce | Total |
| ---- | -------------- | --- | ----- | ------ | ----- |
| 1    | Estados Unidos | 5   | 0     | 1      | 6     |
| 2    | Suecia         | 1   | 2     | 0      | 3     |
| 3    | Moldavia       | 1   | 0     | 0      | 1     |
| 3    | Ucrania        | 1   | 0     | 0      | 1     |
| 5    | Francia        | 0   | 3     | 0      | 3     |
| 6    | Dinamarca      | 0   | 2     | 0      | 2     |
| 7    | Rusia          | 0   | 1     | 0      | 1     |
| 8    | Italia         | 0   | 0     | 4      | 4     |
| 9    | Países Bajos   | 0   | 0     | 1      | 1     |
| 9    | Reino Unido    | 0   | 0     | 1      | 1     |
| 9    | Turquía        | 0   | 0     | 1      | 1     |
|      | TOTAL          | 8   | 8     | 8      | 24    |